# ブンブクチャガマ
ブンブクチャガマ（文福茶釜、分福茶釜、学名：Schizaster lacunosus）は、ブンブクチャガマ科に属するウニの一種。学名についてはOva lacunosusとしている資料もある。日本語名称についてはタヌキが茶釜に化けたという文福茶釜の伝説に由来し、明治以降に名付けられたとされる。

## 特徴
殻の長さは5センチメートル、幅は4.5センチメートル、高さは3.5センチメートルほどで、上から見ると幅の広い心臓形、横から見ると三角形に近く、後端部は垂直になっている。殻の上面中心からやや後方寄りに2つの生殖孔があり、ここを中心に5本の歩帯が放射状に並ぶ。歩帯は花紋状で前方の1本が特に長く、後方の2本は短い。前方の歩帯に沿って、前端まで深い溝がある。表面は白から褐色の微細な棘で覆われている。なお、食用とはされない。

## 生態
潮下帯から水深90メートルくらいまでの砂泥地に生息する。砂泥底に深く潜り、本体から管足を海底表面に伸ばして食料となるデトリタスを収集していると考えられている。

## 分布
インド洋・西太平洋海域。朝鮮半島南部、中国東南部、オーストラリア、アフリカ東岸など。日本では相模湾から九州南端にかけて、日本海側では山形県より南に分布する。